# معضلة التوليد

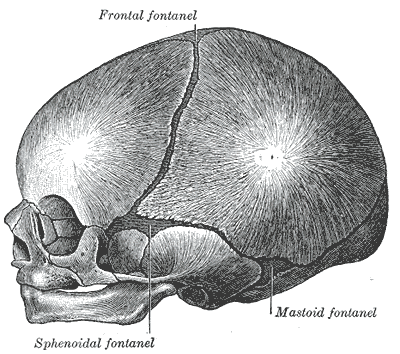

معضلة التوليد هي فرضية لتفسير سبب احتياج البشر (النساء) في الكثير من الأحيان للمساعدة من أشخاص آخرين خلال عملية الولادة، في الوقت التي تلد فيه الثديات الغير بشرية دون مساعدة وبصعوبة قليلة نسبياً.
معضلة الولادة تفترض أن هذا يرجع إلى المقايضة البيولوجية التي فرضها اثنان من ضغوط التطور (بالإنجليزية: evolutionary pressures) والتي تتعارض مع تطوير الحوض البشري عندما حدث تطور لفصيلة أجداد الإنسان لقدرة الحركة ثنائية القدمين (القدرة على المشي منتصبا)؛ ونتيجة لها تقليل حجم قناة الولادة العظمية، هذا بالإضافة إلى تطور أيضا جماجم أكبر من أي وقت مضى، وهو ما يتطلب مساحة أوسع لحوض الولادة لاستيعاب هذا التغيير لدى الرضع الإنسان.

## التاريخ
تم صياغة مصطلح معضلة الولادة (بالإنجليزية: The obstetrical dilemma) لأول مرة في عام (1960), من قبل شيروود ليرند واشبورن (بالإنجليزية: Sherwood Lerned Washburn (SL Washburn))، وهو عالم أنثروبولوجي فيزيائي أمريكي بارز. من أجل وصف التطور الثوري لتجويف الحوض البشري وعلاقته بالحمل والولادة في البشر والثديات غير البشرية. في خلال عقود المتداخلة، استخدم هذا المصطلح على نطاق واسع من قبل علماء الأنثروبولوجيا وعلماء الأحياء وعلماء آخرين لوصف جوانب هذه الفرضية والمواضيع ذات الصلة.